# Legator
Legator（レガター）は、アメリカ合衆国カリフォルニア州バーバンクに本社を置く、2012年設立の新興ギターメーカー。メーカー名の「Legator」をそのままブランド名、ロゴとして使用し、主にエレキギター、アコースティックギター、エレキベースを製作している。設立者のKennon Yiを含めて、設計・製作スタッフ、マーケティング担当者にまでミュージシャンを揃え、操作性とデザイン性を重視した斬新なギターを製作、アメリカ国内では特にハードロック、メタル系のギタリスト達から強い支持を得ている。7、8、9弦ギターや5、6弦ベースといった通常より多弦の楽器ラインナップが豊富なこともこのメーカーの特徴である。
2015年現在、日本国内には代理店も販売網もなく、販売はFacebookのカスタムラン・グループを通じての注文販売のみになる見込み。

## 主な製品
- Helio (ヘリオ) シリーズ
- Ninja (ニンジャ) シリーズ
- Opus (オーパス) シリーズ

## 主な使用ミュージシャン
- Jon Donais ジョン・ドネイズ (Anthrax, Shadow Falls) ・・・Ninjaリバースネック
- Joe Turner ジョー・ターナー (Rainbow, Deep Purple) ・・・Helio DC（ダブルカット）
- Mike  Gianelli マイク・ギアネッリ (Bermuda) ・・・9弦Ninja
- Gregory Moore グレゴリー・ムーア (Earth, Wind and Fire) ・・・Helio SC（シングルカット）セミホロー
- Kyle Bolden カイル・ボールデン (Stievie Wonder / Jacksons) ・・・Helio DC
- Josh Travis ジョシュ・トラヴィス (Glass Cloud) ・・・7弦Ninja

## カスタムラン
同社がFacebookグループを利用して展開する、購入希望者向けのカスタムメイド発注システム。メンバーの投票で新規製作する楽器の色を絞り込み、有名ブランドのピックアップメーカー、ブリッジなどをオプションで注文できる。当面、日本国内での楽器販売は、このカスタムランを通じての注文販売のみになる見込み。なお、カスタムランのメンバーになるためには、Legator Japan Custom Runグループの管理者やメンバーの「友達」となる必要があるので、Legator JapanのFacebookページを通じて、管理者やメンバーに「友達申請」をしなければならない。